# Acquabona
L'Acquabona è un piccolo torrente dell'Appennino imolese, affluente di destra del torrente Sillaro, che scorre interamente nel territorio comunale di Casalfiumanese (BO).
In realtà assume il nome Acquabona solo alla fine del suo corso (lungo 5,6 chilometri) mentre prima è conosciuto con altri due nomi. Nasce infatti col nome di rio Sassatello dal monte Sassoleone, a 587 m di altitudine. Scorre poi in direzione nord dove muta il nome in rio del Molinetto, e dove riceve da sinistra il rio di Ripiano. È dopo questa confluenza che assume il nome di Acquabona e viene chiamato 'torrente'; termina il suo corso nel Sillaro vicino alla confluenza di questo col rio Sassuno.